# Cernavodă
Cernavodă (řecky Ἀξιούπολις, Axioúpolis, bulharsky Черна Вода, Černa Voda, turecky Boğazköy) je město v Rumunsku v župě Constanța. Leží u břehu Dunaje. Nachází se asi 62 km severozápadně od města Constanța a asi 165 km východně od Bukurešti. V roce 2011 zde žilo 17 022 obyvatel.

## Historie
Oblast města byla obydlena již od 4. století př. n. l. v pozdním eneolitu – byla podle něj pojmenována Cernavodská kultura. Samotné město bylo založeno již ve 4. století př. n. l. jako antické řecké město Axiopolis, které sloužilo jako obchodní místo Řeků s místními Dáky. V roce 1860, když byla Cernavodă pod nadvládou Osmanské říše, zde byla vybudována železniční trať do města Constanța. V roce 1984 byl otevřen kanál Dunaj – Černé moře. Roku 1987 zde byla vystavěna dálnice A2 a most přes řeku Dunaj.

## Geografie
Město je známé zejména tím, že zde sídlí jaderná elektrárna Cernavodă. V jeho okolí se nachází velké množství vinic pěstujících odrůdu Chardonnay. Naproti městu se nachází rozsáhlý neobydlený říční ostrov.